# Cantón de Champdeniers-Saint-Denis
El cantón de Champdeniers-Saint-Denis era una división administrativa francesa, que estaba situada en el departamento de Deux-Sèvres y la región de Poitou-Charentes.

## Composición
El cantón estaba formado por nueve comunas:
- Champdeniers-Saint-Denis
- La Chapelle-Bâton
- Cours
- Germond-Rouvre
- Pamplie
- Saint-Christophe-sur-Roc
- Sainte-Ouenne
- Surin
- Xaintray

## Supresión del cantón de Champdeniers-Saint-Denis
En aplicación del Decreto nº 2014-176 de 18 de febrero de 2014, el cantón de Champdeniers-Saint-Denis fue suprimido el 22 de marzo de 2015 y sus 9 comunas pasaron a formar parte del nuevo cantón de Autize-Égray.